# La Revue moderniste
La Revue moderniste est une revue littéraire mensuelle du XIXe siècle.

## Historique
La Revue moderniste, lancée en 1884, a cessé de paraître en février 1886. Elle publiait des textes inédits dans le domaine littéraire, artistique et philosophique. Elle avait pour directeurs Victor André et Guillaume Bernard.

## Collaborateurs
Henri Becque, Maurice Bouchor, Léon Cladel, Jean Hochequinte, Joris-Karl Huysmans, Jean Lorrain, Paul Margueritte, Charles Morice, Gabriel Mourey, Jean Richepin, Paul Rozaire, Tristan Sadoul, Georges Vicaire, Charles Vignier, Édouard Dujardin.